# Прато (Болоња)
Прато (итал. Prato) је насеље у Италији у округу Болоња, региону Емилија-Ромања.
Према процени из 2011. у насељу је живело 96 становника. Насеље се налази на надморској висини од 26 м.